# Tyskertårnet
Tyskertårnet er et bunkerlignende fæstningstårn på Helgenæs der fungerede som radartårn for tyskerne under 2. verdenskrig. Herfra havde tyskerne udsigt over det sydlige Kattegats øer og indsejlingen til Aarhus Havn.
I dag er stedet et udflugtsmål pga. udsigten. Skibe til og fra Aarhus passerer forbi i farvandet tæt ved tårnet og i vandet nedenfor kan ofte iagttages marsvin.
56°5′59.34″N 10°31′35.71″Ø / 56.0998167°N 10.5265861°Ø